# Septembre 1952

## Évènements
- Septembre - octobre : troubles sociaux à Bassorah puis dans les grandes villes irakiennes. Ce soulèvement, appelé intifadah, est réprimé par l’armée. La loi martiale est proclamée et les partis politiques interdits.

- 1er septembre : Velasco Ibarra (populiste), président de l’Équateur (fin en 1956).

- 3 septembre : la Naval Ordnance Test Station, Inyokern, en Californie, tire son premier missile air-air AIM-9 Sidewinder pleinement équipé, initiant ainsi une période intensive d’essais dans le cadre de son développement.

- 4 septembre, France : condamnation des communistes André Marty et Charles Tillon par le PCF.

- 6 septembre : 
  - Une conférence intergouvernementale réunie par l'UNESCO adopte la Convention universelle sur le droit d'auteur[1].
  - La Télévision de la CBC et la Télévision de Radio-Canada ont commence leurs opérations à Montréal.
  - Accident du DH.110 WG236 à Farnborough. L'appareil se désintègre en vol, un des réacteurs et de nombreux débris tombent sur la foule. 28 personnes sont tuées au sol, une soixantaine d'autres blessées ainsi que le pilote le Sqn Ldr John Derry et son passager et observateur M. Anthony Richards.

- 7 septembre : 
  - Ali Maher démissionne et Mohammed Naguib devient chef du gouvernement égyptien.
  - Formule 1 : Grand Prix automobile d'Italie 1952.

- 9 septembre : 
  - Dans une lettre adressée au président Vincent Auriol, le bey de Tunis rejette le plan de réformes politiques proposé par la France.
  - Loi de réforme agraire en Égypte.

- 10 septembre : 
  - La République fédérale d'Allemagne et l'État d'Israël signent à Luxembourg l’accord sur les réparations allemandes en faveur d’Israël.
  - Première séance de « l'Assemblée commune de la Communauté européenne du charbon et de l'acier » (CECA) à Strasbourg.
  - Le Soviétique A.K. Soutanova effectue un saut individuel, classe Ib, d’une altitude de largage de 8 356 m et une distance en chute libre de 7 246 m.
  - Les Soviétiques Y.A. Arkhanguelsky, V.I. Perchin, B.T. Oussaty et I.V. Kozlov, réalisent un saut de groupe à 4, classe IIb, d’une altitude de largage de 8 516 m et un record de distance en chute libre de 7 476 m.
  - Les Soviétiques V.M. Vologjanina, A.A. Kasparova, L.P. Pankevitch, N.A. Trouchkina et E.G. Tchernijcheva, effectuent un saut de groupe à 5 d’une altitude de largage de 7 606 m et établissent un record de distance en chute libre de 6 500 m ainsi qu’un record féminin pour les mêmes performances.

- 11 septembre : saut de groupe à 4, catégorie féminin classe IIb, par les Soviétiques A.A. Michoustina, G. Piassetskaya, A.G. Soultanova et N.M. Cheinova, d’une altitude de largage de 8 316 m pour une distance en chute libre de 7 051 m.

- 12 septembre : 
  - Étienne Hirsch devient Commissaire général au Plan et succède à Jean Monnet.
  - Le Soviétique P.A. Stortchienko effectue un saut individuel de nuit, classe G.1b, d’une altitude de largage de 10 836 m et une chute libre de 9 726 m.
  - La Soviétique V.M. Seliverstova effectue un saut individuel féminin de nuit d’une altitude de largage de 9 416 m pour une distance en chute libre de 8 326 m.
  - Les Soviétiques L.A. Maslennilov, V.P. Marutkine, I.A. Feldtchichine et N.S. Tcherbinine, réalisent un saut en groupe (4), classe II.b, d’une altitude de largage de 9 416 m pour une distance en chute libre de 8 268,5 m.

- 15 septembre : 
  - l'Érythrée musulmane, colonie italienne depuis 1890, est fédérée à l'Éthiopie, chrétienne copte, en tant que région autonome à la suite d'une décision de l’ONU de 1950.
  - La flottille VX-4 de l’U.S. Navy est créée comme une unité de l’Air Force, Pacific Fleet, au Naval Air Missile Test Center (NAMTC) pour conduire des essais d’évaluation opérationnelle de missiles lancés depuis des aéronefs. La première tâche assignée au squadron consiste à conduire des tests du missile air-air Sparrow I.

- 16 septembre : affaires Marty et Tillon au PCF.

- 17 septembre : l’Américain E. Smith, sur hélicoptère Bell 47D-1, établit un record de distance de 1 958,796 km en 12 h 57 min.

- 19 septembre : au Liban, le chef de l’État Béchara el-Khoury démissionne à la suite d'une crise politique portant sur l’opportunité de l’entrée du Liban dans une alliance militaire avec les Occidentaux. Le Maronite Camille Chamoun lui succède (22 septembre). Il mène une politique pro-occidentale et se montre hostile à l’unité arabe.

- 20 septembre : un PB4Y-2S de la flottille VP-28 de l'U.S. Navy est attaqué par deux MiG-15 chinois au large de la Chine. Il parvient à retourner sain et sauf à Naha, Okinawa.

- 23 septembre : discours de Richard Nixon Checkers speech [2].

- 24 septembre : nouvelle Constitution, proclamant officiellement la République populaire roumaine "démocratie populaire" reposant sur la dictature du prolétariat.

- 28 septembre :
  - Les Anglais H.P. Conolly, H. Pughe et D. Clare, sur English Electric Canberra, établissent un record du parcours Londres-Nairobi en 9 h 55 min 16,7 s (687,611 km/h).
  - Premier vol de l'avion de combat français des usines Dassault, le Mystère IV.

- 30 septembre :
  - Annonce de la remise du prix « Churchill Gold Medal of the Society of Engineers » le 30 septembre 1952 remis à l'Air Cdre Sir Frank Whittle.
  - Premier lancement de la fusée Bell Rascal XGAM-63.

## Naissances
- 2 septembre : Jimmy Connors, joueur de tennis américain.
- 3 septembre : 
  - François Emmanuel, écrivain belge, membre de l'Académie royale de langue et de littérature françaises de Belgique.
  - Ekkehard Fasser, bobeur suisse († 9 avril 2021).
- 7 septembre : René Vázquez Díaz, écrivain, dramaturge, journaliste et traducteur cubain.
- 8 septembre : Sue Barnes, avocate et ancienne femme politique canadienne.
- 9 septembre : Lee M.E. Morin, astronaute américain.
- 10 septembre : Vic Toews, homme politique canadien.
- 12 septembre : Neil Peart, musicien et auteur canadien († 7 janvier 2020).
- 14 septembre :
  - Martyn Burke, scénariste, réalisateur et producteur de cinéma et télévision canadien.
  - David Handler, écrivain américain, auteur de romans policiers.
  - Amina Lamrini, militante marocaine des droits humains dont les droits des femmes.
  - Sylvain Lemarié, acteur de doublage français († 19 avril 2023).
  - Jean-Paul Moerman, homme politique belge wallon.
  - César Antonio Molina, journaliste, écrivain et homme politique espagnol.
  - Margit Schumann, lugeuse est-allemande puis allemande († 11 avril 2017).
  - Jean Sévillia, écrivain et journaliste français.
  - Jindřich Svoboda, footballeur tchèque.
  - Philippe Val, journaliste, humoriste, écrivain et chansonnier français.
- 16 septembre : Mickey Rourke, acteur, scénariste et boxeur américain.
- 17 septembre : El Niño de la Capea (Pedro Gutiérrez Moya), matador espagnol.
- 19 septembre : Simon Compaoré, homme politique burkinabé.
- 20 septembre : Patrick Bourrat, reporter de TF1. († 22 décembre 2002)
- 21 septembre : Dominique Rey, évêque catholique français, évêque de Fréjus-Toulon.
- 25 septembre : 
  - Christopher Reeve, acteur américain († 10 octobre 2004).
  - bell hooks, militante, féministe et intellectuelle américaine († 15 décembre 2021).
- 27 septembre : Dumitru Prunariu, spationaute roumain.
- 30 septembre : Philippe Sternis, auteur de bande dessinée français.

## Décès
- 4 septembre : Carlo Sforza, 80 ans, diplomate et homme politique italien, descendant de la célèbre famille Sforza, opposant au régime fasciste. (° 24 janvier 1872)